# REM (film)
|  | Denne artikel er oprettet af botten Steenthbot ud fra en ekstern database. Den kan derfor have sproglige fejl eller mangler. Denne skabelon kan fjernes efter kontrol af indholdet. |

 For alternative betydninger, se REM. (Se også artikler, som begynder med REM)
REM er en dansk kortfilm fra 2014 instrueret af Vincent Larsen efter eget manuskript.

## Handling
En ung mands søvnproblemer får grufulde konsekvenser.